# Charles W. Robinson

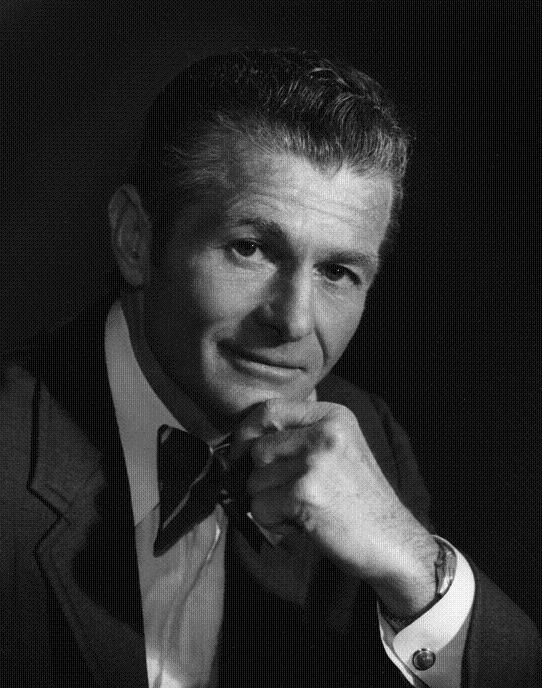
Charles W. Robinson (1975)

Charles Wesley Robinson (* 7. September 1919 in Long Beach, Kalifornien; † 20. Mai 2014 in Santa Fe, New Mexico) war ein amerikanischer Wirtschaftsmanager und Unternehmer, der zeitweise auch stellvertretender Außenminister der Vereinigten Staaten war.

## Leben
Nach dem Schulbesuch studierte Robinson Wirtschaftswissenschaften an der University of California at Berkeley und schloss dieses Studium 1941 mit einem Bachelor of Arts (B.A. Economics) ab. Im Anschluss leistete er während des Zweiten Weltkrieges seinen Militärdienst als Ingenieuroffizier in der US Navy. Nach dem Ende des Zweiten Weltkrieges absolvierte er ein postgraduales Studium der Betriebswirtschaftslehre an der Stanford University und erwarb dort 1947 einen Master of Business Administration (M.B.A.).
Danach war er in der Privatwirtschaft tätig und zwischen 1952 und 1974 Präsident der Marcona Mining Corporation. Im Laufe der Zeit engagierte er sich auch in zahlreichen wirtschaftlichen und politischen Organisationen wie zum Beispiel im Komitee für internationale Politik der US Chamber of Commerce, als Mitglied des Präsidentenkreises der National Academy of Sciences, als Trustee der Brookings Institution, als Mitglied des Board of Directors des Atlantic Council sowie im Council on Foreign Relations. 1973 war er Gründungsmitglied der Trilateralen Kommission.
1975 wurde er zunächst Unterstaatssekretär im US-Außenministerium und war als solcher bis 1975 zuständig für Wirtschaft, Unternehmen und Landwirtschaft (US Under Secretary of State for Economic, Business, and Agricultural Affairs). Im Anschluss war er von April 1976 bis zum Ende der Amtszeit von Präsident Gerald Ford im Januar 1977 stellvertretender Außenminister (US Deputy Secretary of State).
1977 kehrte Robinson in die Privatwirtschaft zurück und war zunächst Leitender Geschäftsführender Partner der 1977 mit Lehman Brothers fusionierten Investmentbank Kuhn, Loeb & Co. Danach war er zwischen 1977 und 2004 nicht nur Mitglied des Board of Directors von Nike, sondern zwischen 1978 und 1979 auch stellvertretender Vorstandsvorsitzender von Blyth, Eastman, Dillon & Company. Zeitweise war er auch Mitglied des Board of Directors der Unternehmensberatung Arthur D. Little.
Zuletzt war er als Unternehmer von Risikokapitalgesellschaften tätig und Gründer von DynaYacht tätig. DynaYacht kommerzialisierte das Kippkiel-Prinzip (englisch canting ballast, twin foil).